# Свети Иван Рилски (Гурково)
„Свети Иван Рилски“ е български църква в село Гурково, Софийска област.

## История
Църквата е построена към 1900 г. в средата на селото от местното население. Тя е зографисана и открита от епископ Климент Браницки на 19 септември 1910 г. Иконите са дело на художниците Георги Желясков и Апостол Христов от София. Всяка година на 1 ноември тържествено се чества храмовия празник и се слави светецът. На този ден е и съборът на Гурково.

## Архитектура
Църквата се състои от тяло с две кубета, характерна особеност на православните църкви във византийски стил. Източното кубе се намира близо до средата на храма и е осветено максимално от всички страни с прозорци. На дълъг синджир по средата виси голям полюлей, закупен и подарен на църквата от Найден Петков, Димитър Вълков и Дойно Вельов. Върху него се поставят множество свещници, запалвани при тържествени случаи. Западното кубе е пристроено към църквата и е свързано с нея чрез стълба. В него са закачени двете камбани с различен звук, които звънят при богослужения, погребения и съобщения. При погребение на по-възрастен човек се ползва камбаната с по-дебел (нисък) звън, а за погребение на младежи или деца, се съобщава с тази с по-високи тонове. Източното кубе от години е разрушено, но въпреки това, храмът се ползва пълноценно.
Олтарът е отделен от помещението за богомолците с голям иконостас с икони и светци. Характерното за тези изображения е, че те са представени двудименсионално (дължина и височина), за разлика от католическата и протестантската украси, които са в тридименсионално изображение (височина, ширина и дълбочина). Пред иконостаса богомолците се кланят, молят, кръстят, изповядват, причестяват, палят свещи и поднасят подаръци и цветя. Олтарът се ползва само от свещеника и храмовите служители. Богомолците обикновено стоят прави и разделени (мъже и жени) през цялото богослужение, а за по-старите и инвалидите, покрай стените са поставени столове за сядане. В храма има специален престол за владиката, когато дойде на посещение. Пред олтара има малки икони, подарени от вярващите, пред които се палят свещи.
В църквата се правят богослужения на празниците и в чест на светиите. Извършват се венчавки, кръщения и опела.